# Juan Casacuberta
Juan José de los Santos Casacuberta, alias Juan Aurelio Casacuberta (Buenos Aires, 24 de noviembre de 1798 - Santiago de Chile, 23 de septiembre de 1849) fue un actor, pionero del teatro argentino, el más destacado de Argentina en la primera mitad del siglo XIX. En sus últimos años militó en política, en el Partido Unitario, por lo que terminó su vida exiliado en Chile.
Fue uno de los primeros actores dramáticos argentinos, utilizaba el seudónimo de Juan Aurelio Casacuberta. Se destacó por la naturalidad y sobriedad en la actuación. Trabajó en la Argentina, Uruguay y Brasil. Viajó a Chile huyendo del gobierno de Rosas y allí murió, al término de una representación.
En la actualidad, una de las salas del Teatro Municipal General San Martín, uno de los principales teatros porteños, lleva el nombre de Casacuberta.

## Biografía
De familia pobre, nunca tuvo una educación formal. De niño vivió en la Banda Oriental, donde murió su padre, defendiendo la ciudad de Montevideo durante la Segunda Invasión Inglesa. En esa ciudad aprendió el oficio de sastre.
Durante la década de 1810 se dedicó a la sastrería para teatro, una actividad que le apasionaba. Decidido a ser actor, debutó en el teatro más importante de la ciudad en 1817. Al año siguiente se trasladó a Buenos Aires y actuó en el teatro Coliseo. Fue uno de los actores y directores de teatro favoritos del público hasta 1828, interpretando tragedias clásicas, sainetes y dramas. Se destacaba por la naturalidad y sobriedad en la actuación, evitando los gestos ampulosos que predominaban entre los actores de la época.
En 1829 abandonó el oficio de sastre, de que aún vivía, y salió de gira al exterior. Actuó en Montevideo, Río de Janeiro y Madrid, volviendo a Montevideo. Al regresar a Buenos Aires, la nueva estrella del teatro era la actriz Trinidad Guevara, que se negó a actuar con él, lo que lo obligó a volver a la sastrería.
Regresó al espectáculo en Buenos Aires en 1835, cuando formó una compañía de teatro con Trinidad Guevara, que actuaba alternativamente en las dos únicas salas entonces existentes: el Teatro Coliseo y el Teatro de la Victoria. Casacuberta adaptaba y dirigía las obras. Su éxito fue absoluto, y durante un lustro cada una de sus actuaciones se hacía a sala llena.
Mientras los demás directores se veían obligados a adular al gobernador Juan Manuel de Rosas en sus actuaciones, Casacuberta y Guevara se mantuvieron al margen, amparados en su popularidad. En 1838 hizo una gira por el interior del país; al llegar a Fraile Muerto, en la provincia de Córdoba, se enteró de la muerte de su madre. La gira se suspendió, aunque el actor principal y director se trasladó a la ciudad de Córdoba. Allí entró en contacto con los jóvenes románticos que formaban la Generación de 1837.
De regreso a Buenos Aires, por influencia de sus amigos románticos, participó en la conspiración del coronel Ramón Maza. Ésta fracasó y el coronel fue fusilado; el gobernador no consideró necesario perseguir a todos los jóvenes implicados, lo que salvó a muchos futuros dirigentes políticos. Y a Casacuberta, que de todos modos consideró prudente no permanecer en Buenos Aires.
Anunciando que salía de gira, se trasladó a Montevideo. Allí se embarcó en la escuadra francesa que llevaba auxilios al general Juan Lavalle, que iniciaba su campaña a la provincia de Entre Ríos. Incorporado a un cuerpo de “ciudadanos” – esto es, soldados de clase media que no estaban sometidos a la disciplina de los soldados pobres – participó en la Batalla de Sauce Grande. Tras la derrota en Entre Ríos, Lavalle llevó su ejército a la provincia de Buenos Aires, donde fracasaría en ocupar la capital.
En Santa Fe, Córdoba y Tucumán montó escenarios en que representó algunas obras de teatro para las clases acomodadas y también para las tropas. En 1841 acompañó al general Lamadrid en su campaña a las provincias de Cuyo; combatió en la Batalla de Rodeo del Medio y – tras la derrota – se exilió en Chile.
Durante un corto tiempo intentó participar en política y escribió algunos artículos para la prensa chilena. A mediados de 1842 volvió a escena, y se convirtió en el actor favorito de los chilenos. También realizó una exitosa gira por Lima, Perú. Nunca regresó a la Argentina.
Falleció víctima de un infarto en Santiago de Chile en septiembre de 1849, al terminar una obra de teatro, mientras agradecía los aplausos en el escenario.